# Homosetia argentinotella
Homosetia argentinotella är en fjärilsart som beskrevs av Victor Toucey Chambers 1876. Homosetia argentinotella ingår i släktet Homosetia och familjen äkta malar. Inga underarter finns listade i Catalogue of Life.